# Liste der Biografien/Benh
Liste der Biografien |
Portal Biografien |
Personensuche
# |
A |
B |
C |
D |
E |
F |
G |
H |
I |
J |
K |
L |
M |
N |
O |
P |
Q |
R |
S |
T |
U |
V |
W |
X |
Y |
Z |
?
 
Ba |
Be |
Bd |
Bg |
Bh |
Bi |
Bj |
Bl |
Bm |
Bn |
Bo |
Br |
Bs |
Bu |
Bw |
By |
Bz
 
Bea–Beb |
Bec |
Bed |
Bee |
Bef |
Beg |
Beh |
Bei |
Bej |
Bek |
Bel |
Bem |
Ben |
Beo |
Bep |
Beq |
Ber |
Bes |
Bet |
Beu |
Bev |
Bew |
Bex |
Bey |
Bez
 
Bena |
Benb |
Benc |
Bend |
Bene |
Benf |
Beng |
Benh |
Beni |
Benj |
Benk |
Benl |
Benm |
Benn |
Beno |
Benq |
Benr |
Bens |
Bent |
Benu |
Benv |
Benw |
Beny |
Benz
Die Liste der Biografien führt alle Personen auf, die in der deutschsprachigen Wikipedia einen Artikel haben. Dieses ist eine Teilliste mit 16 Einträgen von Personen, deren Namen mit den Buchstaben „Benh“ beginnt.

## Benh

### Benha
- Benhabib, Jess (* 1948), türkischer Wirtschaftswissenschaftler und Hochschullehrer
- Benhabib, Seyla (* 1950), amerikanische Politologin und Hochschullehrerin
- Benhabiles, Tarik (* 1965), französischer Tennisspieler
- Benhabyles, Abdelmalek (1921–2018), algerischer Politiker, der das Amt des Präsidenten von Algerien ausübte (1992–1992)
- Benhabylès, Malika, algerische Leichtathletin
- Benhadi, Ghita (* 1998), marokkanische Tennisspielerin
- Benhadja, Loubna (* 2001), algerische Hürdenläuferin
- Benham, Joan (1918–1981), britische Schauspielerin
- Benham, John S. (1863–1935), US-amerikanischer Politiker
- Benham, Stanley (1913–1970), US-amerikanischer Bobfahrer
- Benhamou, Lionel (1956–1995), französischer Jazz-Gitarrist
- Benhamou, Mélody (* 1983), französische Beachvolleyballspielerin
- Benhard, Joseph (* 1972), namibischer Boxer
- Benhassi, Hasna (* 1978), marokkanische Mittelstreckenläuferin

### Benhi
- Benhima, Mohammed (1924–1992), marokkanischer Politiker, Premierminister von Marokko

### Benhu
- Benhura, Dominic (* 1968), simbabwischer Bildhauer